# Nuoto artistico ai campionati mondiali di nuoto 2023 - Singolo maschile (programma tecnico)
Il concorso del singolo maschile (programma tecnico) ai campionati mondiali di nuoto 2023 si è svolto il 14 e 17 luglio 2023 presso il Marine Messe Fukuoka di Fukuoka.

## Programma
Il turno preliminare è iniziato il 14 luglio 2023 alle ore 12:00. La finale è iniziata il 17 luglio alle ore 14:00.

## Risultati
| Pos.    | Atleta                     | Nazione       | Preliminari | Preliminari | Finale   | Finale |
| Pos.    | Atleta                     | Nazione       | Punti       | Pos.        | Punti    | Pos.   |
| ------- | -------------------------- | ------------- | ----------- | ----------- | -------- | ------ |
| Oro     | Fernando Díaz del Río Soto | Spagna        | 220.4034    | 1           | 224.5550 | 1      |
| Argento | Kenneth Gaudet             | Stati Uniti   | 214.4916    | 2           | 216.8000 | 2      |
| Bronzo  | Eduard Kim                 | Kazakistan    | 180.5634    | 5           | 216.0000 | 3      |
| 4       | Gustavo Sánchez            | Colombia      | 202.2200    | 3           | 204.8617 | 4      |
| 5       | Ranjuo Tomblin             | Gran Bretagna | 166.8601    | 6           | 193.7500 | 5      |
| 6       | Kantinan Adisaisiributr    | Thailandia    | 157.5800    | 8           | 180.1168 | 6      |
| 7       | Joel Benavides             | Messico       | 163.5466    | 7           | 170.7166 | 7      |
| 8       | Quentin Rakotomalala       | Francia       | 186.7233    | 4           | 167.3266 | 8      |
| 9       | Javier Ruisanchez          | Porto Rico    | 125.8333    | 10          | 136.8817 | 9      |
| 10      | Andy Ávila                 | Cuba          | 128.4033    | 9           | 136.3867 | 10     |